# Umag
Umag (tal. Umago) grad je na zapadu Hrvatske, u Istarskoj županiji.

## Gradska naselja
Umag se sastoji od 23 naselja (stanje 2006.), to su: Babići – Babici, Bašanija – Bassania, Crveni Vrh – Monte Rosso, Čepljani – Cipiani, Đuba – Giubba, Finida – Finida, Juricani – Giurizzani, Katoro – Catoro, Kmeti – Metti, Križine – Crisine, Lovrečica – San Lorenzo, Materada – Matterada, Monterol – Monterol, Murine – Morno, Petrovija – Petrovia, Savudrija – Salvore, Seget – Seghetto, Sveta Marija na Krasu – Madonna del Carso, Umag – Umago, Valica – Valizza, Vardica – Vardiza, Vilanija – Villania i Zambratija – Zambrattia.

## Zemljopis
Umag je grad na zapadnoj istarskoj obali, na samo 10 km od slovenske granice i uz Savudriju najzapadnije je mjesto u RH.
U blizini Umaga se nalazi mjesto Valica (tal. Valizza) okruženo prekrasnom prirodom, a blizu su i plaže Kanegre s najčišćim morem za kupanje u Istri. Tu je i rijeka Dragonja, a blizu je i međunarodni aerodrom Portorož u Sloveniji.

## Stanovništvo
Prema popisu stanovništva iz 2001. godine ima ukupno 12 901 stanovnik, s gustoćom naseljenosti od 155 stanovnika po četvornom kilometru.

Prema popisu stanovništva 2011. godine grad Umag s naseljima koja mu administrativno pripadaju je imao 13 467 stanovnika. Prema popisu stanovništva 2011. godine samo naselje grada Umaga imalo je 7281 stanovnika.
| broj stanovnika | 3503  | 3775  | 4536  | 5071  | 5689  | 6548  | 6858  | 7704  | 7103  | 6896  | 7554  | 8160  | 9936  | 12348 | 12901 | 13467 | 12699 |
|                 | 1857. | 1869. | 1880. | 1890. | 1900. | 1910. | 1921. | 1931. | 1948. | 1953. | 1961. | 1971. | 1981. | 1991. | 2001. | 2011. | 2021. |

| broj stanovnika | 1844  | 1970  | 1515  | 1440  | 1629  | 1837  | 3430  | 3746  | 1909  | 2839  | 3326  | 4520  | 6205  | 7718  | 7769  | 7281  | 6751  |
|                 | 1857. | 1869. | 1880. | 1890. | 1900. | 1910. | 1921. | 1931. | 1948. | 1953. | 1961. | 1971. | 1981. | 1991. | 2001. | 2011. | 2021. |

## Uprava
Gradsku upravu čine sljedeća upravna tijela:
- Ured Gradonačelnika
- Ured za pravne poslove
- Upravni odjeli: Upravni odjel za društvene djelatnosti, Upravni odjel za prostorno uređenje i komunalne djelatnosti, Upravni odjel za financije i gospodarstvo, Upravni odjel za opću upravu i logistiku
- Služba za unutarnju reviziju i proračunski nadzor

## Gospodarstvo
Umag je izrazito turističko mjesto. Prirodne ljepote, zemljopisni položaj bili su presudni za razvoj turizma. 
Razvoj turizma u direktnoj je vezi i s razvojem poljoprivrede. Plodno tlo je naročito pogodno za uzgoj maslina i vinove loze, tradicionalnih kultura karakterističnih za mediteransko podneblje. S uzgojem vinove loze, razvijeno je i vinarstvo. Nadaleko su poznata i cijenjena vina Istre čiji su proizvođači uvršteni u vinsku cestu ovog kraja.
Agroturizam, iako gospodarska grana još u usponu, privlači sve više turista koji tragaju za neobičnim i nesvakidašnjim prizorima i lokacijama.

## Poznate osobe
- Ivo Balentović, književnik
- Lino Červar, rukometni trener
- Slavko Juraga, glumac
- Slavko Rasberger, poduzetnik
- Vanja Rupena, manekenka i televizijska voditeljica, Miss Hrvatske 1996.
- Martina Tomčić, operna pjevačica
- Fulvio Tomizza, književnik
- Neven Ušumović, književnik
- Alka Vuica, glazbenica
- Nenad Čirjak, glazbenik
- Daglas Koraca, dekan Istarskog veleučilišta, zamjenik ministra turizma Republike Hrvatske od 2014. do 2016.
- Marko Purišić, pjevač, tekstopisac i glazbeni producent

## Obrazovanje
- Dječji vrtić Duga Umag
- PO Mali princ Umag
- PO Maslačak Umag
- PO Cvrčak Umag
- PO Petar Pan Umag
- PO Vjeverice Bašanija
- PO Pčelice Petrovija

Scuola Materna Italiana "Girotondo" Umago
- GP "via della scuola" Umago
- GP "via vittime del fascismo" Umago
- GP Bassania
- GP Petrovia

Osnovna škola Marije i Line Umag (www.os-marijeiline-umag.skole.hr)
- PŠ Babići
- PŠ Bašanija
- PŠ Juricani
- PŠ Kmeti
- PŠ Murine
- PŠ Petrovija

Scuola Elementare Italiana "Galileo Galilei" Umago
- SP Bassania

Osnovna glazbena škola Umag
Pučko otvoreno učilište Ante Babić Umag
- PŠ Kaštelir

## Kultura i umjetnost
Pučko otvoreno učilište Ante Babić hram je kulturnih događanja grada Umaga. Njemu je povjerena organizacija najvažnijih manifestacija iz domene umjetnosti i kulture.
Međunarodni književni simpozij Tomizza i mi – susreti uz granicu, koji se po prvi put održao 2000. godine i koji je posvećen djelu Fulvia Tomizze, održava se uz potporu Ministarstva kulture Republike Hrvatske, Istarske županije, Grada Umaga. Nositelj organizacije u Hrvatskoj je Gradska knjižnica Umag.
U zgradi Pučkog otvorenog učilišta je sjedište Zajednice Talijana, knjižnica, čitaonica, kino, te osnovna glazbena škola.
Muzej grada Umaga, smješten je u starom dijelu grada, u srednjovjekovnoj kuli iz 14/15 st. Muzej u svom fundusu čuva povijest Umaga kroz 6 zbirki: numizmatička, kulturno povijesna, arheološa zbirka, likovna, zbirka fotografija i razglednica. Kula- izložbeni prostor muzeja trenutno je u obnovi. Muzej čuva i povijesni simbol Umaga, brončanu ranosrednjovjekovnu naušnicu koju je stručna javnost ocijenila kao tip "umaška" zbog svoje unikatnosti.
Djela likovnih stvaraoca se mogu pogledati u galerijama:
- Marin
- Galerija Dante Marino Cetina

Ljetni mjeseci rezervirani su za komorni teatar, odnosno Festival komornog teatra Zlatni lav, prvi put prikazan publici 2000. godine. Gostujuće kazališne trupe su respektabilna imena Hrvatske, susjedne Slovenije, Italije, Srbije i Crne Gore.
Organum Histriae (ranije Dani orgulja u Istri) datira od 1998. i projekt je zaštite i obnove orgulja i njene glazbe ne samo u Istri, već i u Sloveniji i Italiji. Održava se u organizaciji Lifestylea iz Umaga. Odvija se na nekoliko polja: koncerti, natjecanja, izučavanja orguljske baštine, stručna predavanja, izložbe.
Iz Umaga također potječe i industrial metal sastav Omega Lithium.
Sea Star Festival glazbeni je festival u Stella Maris Resortu u Umagu od 2017. godine. Festival predstavlja rock, pop, techno, house, hip-hop, metal i punk izvođače koji nastupaju na više pozornica.
Dana 28. travnja 2018. otvoren je Islamski kulturni centar.

## Sport
Poznat po ATP-ovu Croatia Openu, teniskom turniru koji se održava od 1990.
Umag ima dugu tradiciju igranja rukometa. U gradu djeluju muški RK Umag i ženski ŽRK Umag.
U Umagu djeluju i boćarski klub Umag, te nogometni klub Umag. 
Ostali športovi, športska natjecanja, manifestacije i športski događaji:
- Natjecanja u sportskom ribolovu
- Sportski susreti veterana
- Konjički turnir Sv. Pelegrin
- ACI kup, jedrenje, održan 1997. u umaškom akvatoriju
- Stolni tenis
- Tenis
- Nogomet :
- NK Umag, u 1. ŽNL Istarska (2016./17.)
- NK Moela Umag, u 3. ŽNL sjever Istarska (2016./17.)
- NK Babići, u 3. ŽNL sjever Istarska (2016./17.)
- NK Petrovija, u 3. ŽNL sjever Istarska (2016./17.)
- NK Galeb Juricani, u 3. ŽNL sjever Istarska (2016./17.)
- NK Dinamo Marija na Krasu, u 3. ŽNL sjever Istarska (2016./17.)
- NK Savudrija, u 3. ŽNL sjever Istarska (2016./17.)

## Konzulati
Kazahstan

## Vanjske poveznice
- Službena stranica grada Umaga
- Karta Umaga  Arhivirana inačica izvorne stranice od 2. srpnja 2010. (Wayback Machine)